# Île de la Tortue
Île de la Tortue (Insula Broaștei Țestoase) este o insulă care aparține de Antilele Mari, fiind situată la nord de Hispaniola. Ea aparține de Haiti. Insula mai este cunoscută sub numele ei spaniol Tortuga, are o populație de ca. 30.000 de locuitori. În secolul al XVII-lea era cunoscută ca un cuib de pirați. 

## Istoric
Tortuga este colonizată de spanioli, coloniștii francezi și englezi sosesc pe insulă prin anul 1625 ei vor izgoni pe spanioli aflați sub conducerea lui „ Don Fadrique de Toledo”. Din anul 1630 va fi acceptată ca loc de refugiu al piraților care vor ataca de aici mai ales galioanele spaniole. In anul 1633 sunt aduși pe plantații primii sclavi din Africa, însă aici în anul 1638 comerțul cu sclavi va înceta, deoarece pe insulă sclavii aduși nu puteau fi păziți. Apar conficte între coloniștii francezi și englezi, lucru care în 1635 înlesnește reîntoarcerea spaniolilor, care consideră insula fără importanță și se vor retrage la un timp scurt de pe insulă. Coloniștii francezi și englezi reîntorși pe insulă reușesc la început să respingă coloniștii olandezi. Între anii 1640 și 1670, crește numărul piraților, pirateria cunoaște o perioadă de înflorire, ei fiind constituiți mai ales din francezi și englezi, ca și un număr mai redus de olandezi. Pe insulă exista o populație pestriță, mulți din ei aveau numai un ochi sau un picior de lemn. Bătăile încăierările pe insulă erau la ordinea zilei. Ca să facă ordine și pentru civilizarea pe insulă guvernatorul francez va aduce ca. 1.650 de prostituate. Din anul 1670 acțiunile piraților devin mai sporadice, prin dezvoltarea exploatării forestiere. Pirateria începe să fie controlată de monarhia engleză și franceză, fiind admise oficial atacarea și jefuirea numai anumitor „corăbii dușmane”. Această regulă nefiind totdeauna respectată de pirați care se refugiau cu prada pe insula neutră „Tortuga”. În anul 1684 prin „Înțelegerea de la Regensburg” vor cădea de acord Franța și Spania de a extirpa pirateria, va avea loc o vânătoare a piraților nesupuși, astfel în anul 1688 se încheie capitolul pirateriei în Marea Caraibilor.